# Heraclia smithii
Heraclia smithii är en fjärilsart som beskrevs av Holland 1897. Heraclia smithii ingår i släktet Heraclia och familjen nattflyn. Inga underarter finns listade i Catalogue of Life.